# لا نوسیا
لا نوسیا (به اسپانیایی: La Nucia) دهستانی در استان آلیکانتهٔ اسپانیا است.
در این دهستان ۱۶٬۹۵۸ نفر زندگی می‌کنند. مساحت این دهستان ۲۱٫۵۱ کیلومتر مربع است.